# Yttereneby naturreservat
Yttereneby naturreservat är ett kommunägt naturreservat i Södertälje kommun, Stockholms län. Reservatet som inrättades 1997 har en storlek av 62 hektar.

## Beskrivning
Reservatet består av ett odlingslandskap, betade hagmarker och skog. Östra och södra gränsen utgörs av Stavbofjärden. Centralt i området höjer sig en 50 meter hög bergrygg med höga branter mot slätten i väster och Stavbofjärden i söder. Skogen består främst av mycket gamla granar och hällmarkstall. I gläntorna växer även hassel och gamla ekar. Havsstrandängar och ekbackar betas av kor under sommarhalvåret. Genom reservatet går en mindre del av Skillebyån som är djupt nedskuren i de finkorniga sedimenten. Längst ut på udden i Stavbofjärden finns ett naturligt havsbad med grillplats, här ligger några forntida stensättningar (RAÄ-nummer Ytterjärna 142:1–4).

## Syftet
Enligt kommunen är syftet med reservatet "att bevara ett värdefullt natur- och strövområde. Syftet är vidare att säkerställa hävd i hagmarker och på strandängar samt göra de mest störningståliga biotoperna mer lättillgängliga för friluftslivet".

## Kustleden
På sommaren 2019 invigdes den 12 kilometer långa "Kustleden" som sträcker sig längs kommunens Östersjökust mellan Yttereneby naturreservat och Farstanäs naturreservat. Vandringsleden passerar bland annat Pilkrogsviken, Ytterjärna kyrka och Ytterjärna kulturcentrum. Kustleden mellan Yttereneby och Farstanäs är den första delen i en planerad vandringsled mellan Enhörna i norr till Mörkö i söder. Kustleden är markerad med blå-vita Kustleden-brickor.

## Bilder

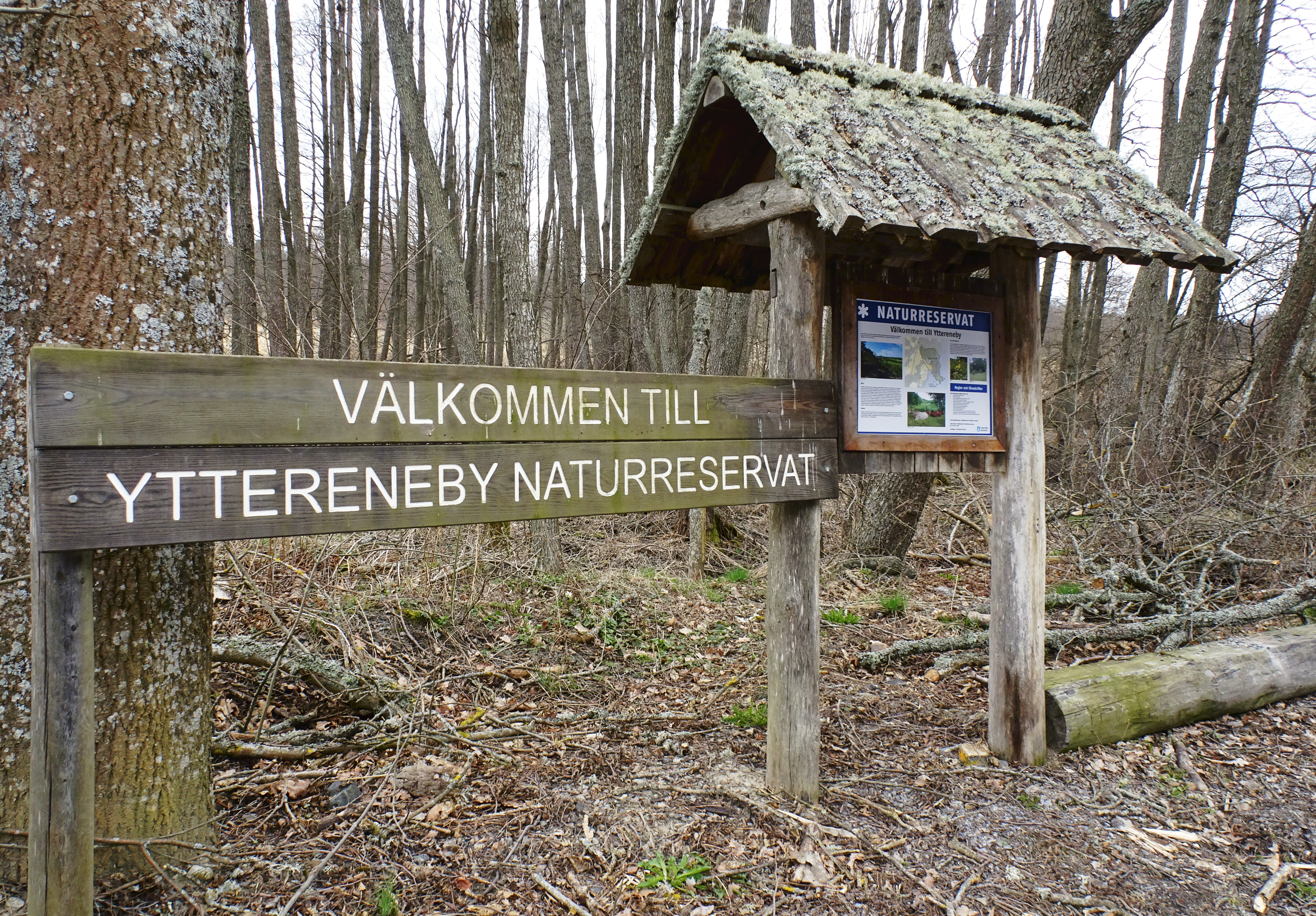
Entrén till reservatet
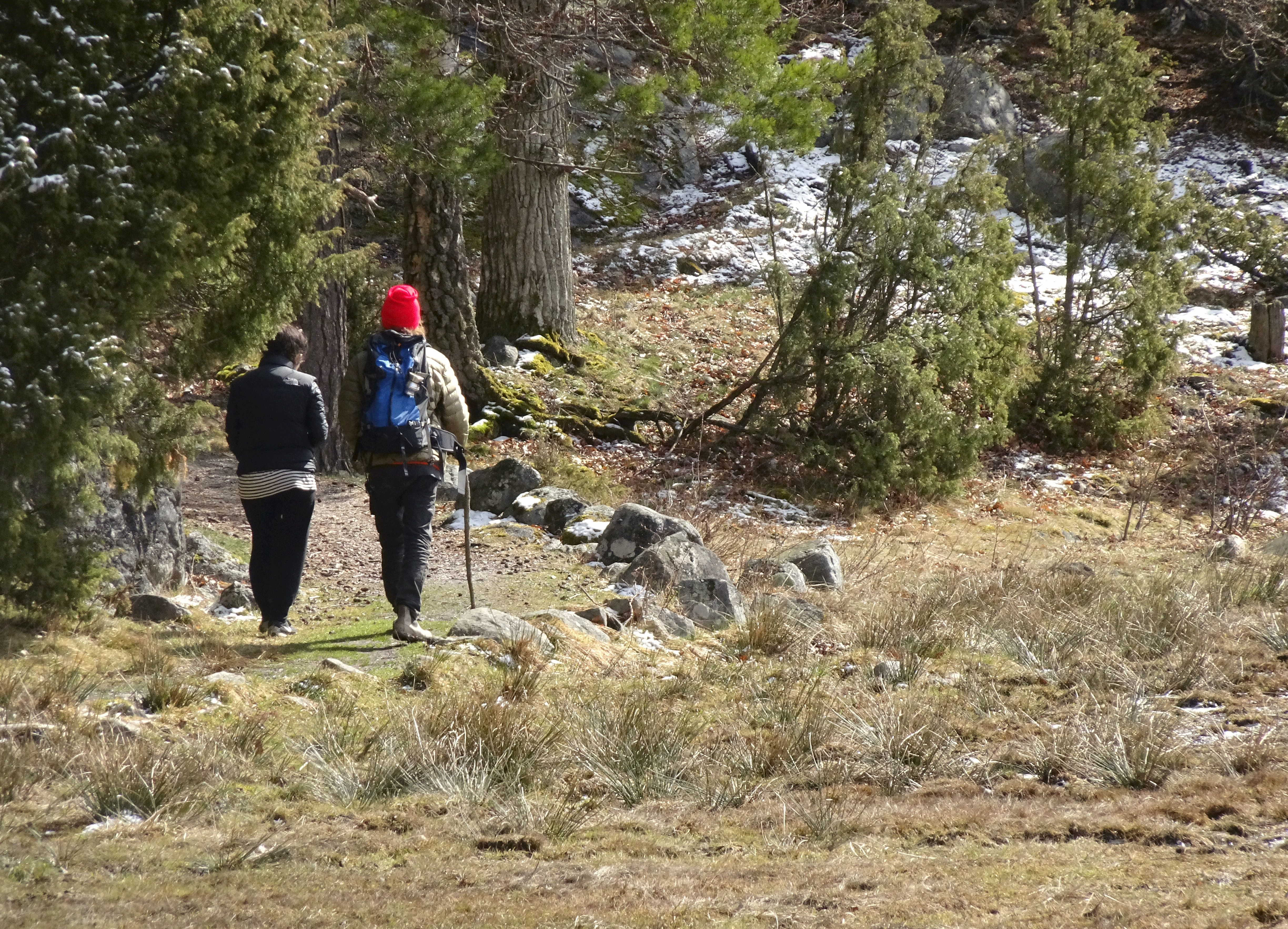
Vandrare i reservatet
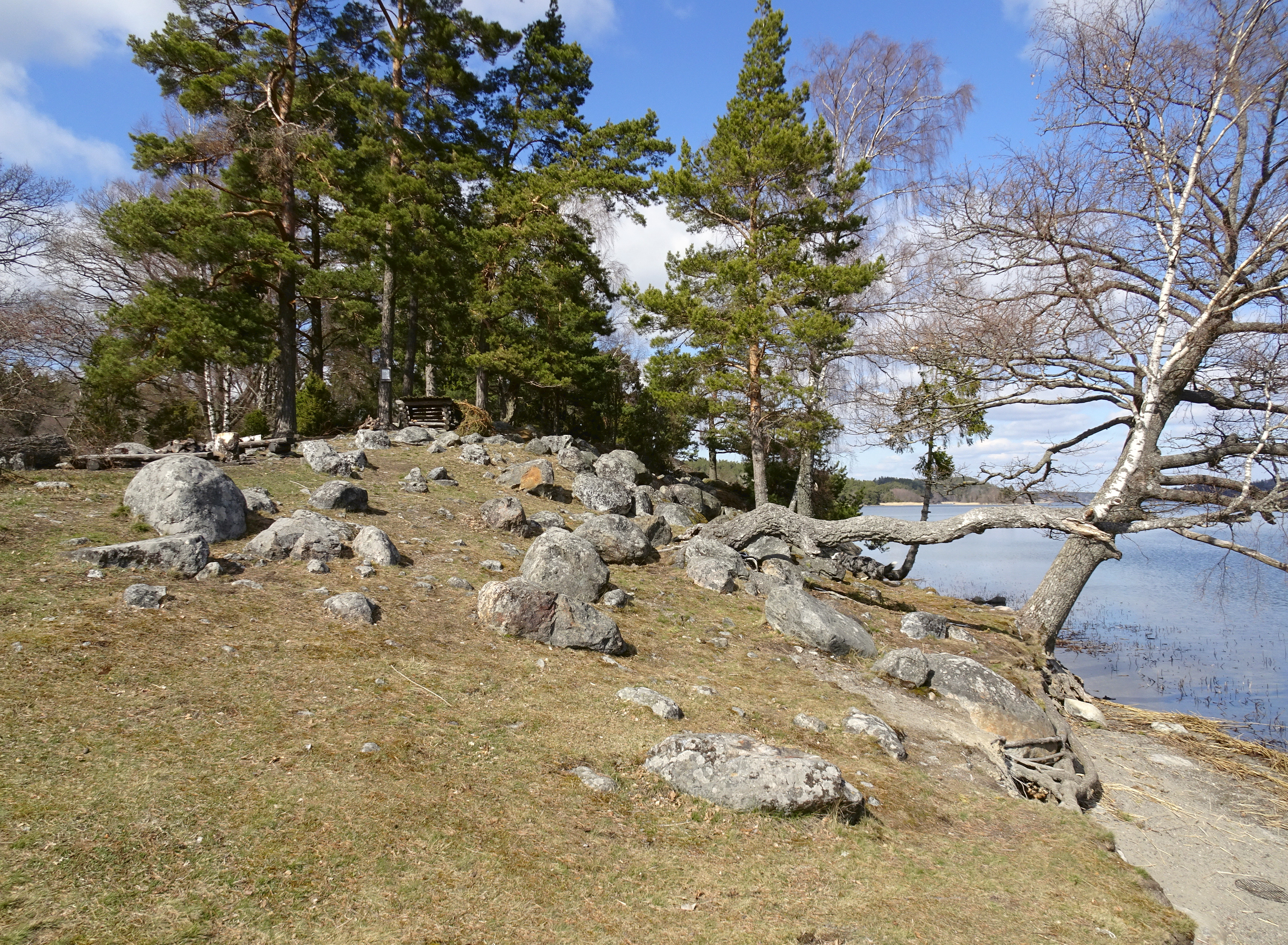
Bad- och grillplatsen

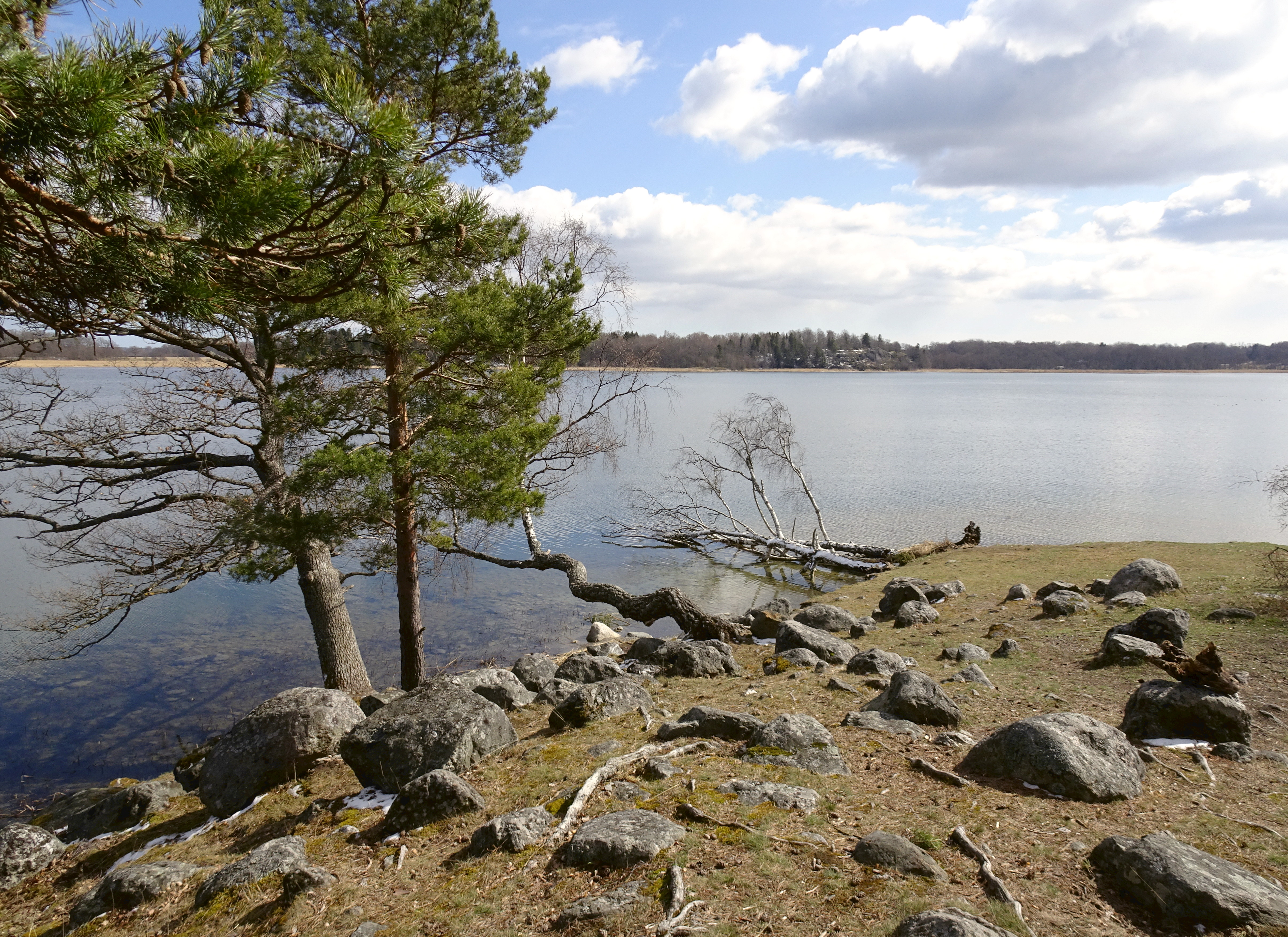
Udden i Stavbofjärden
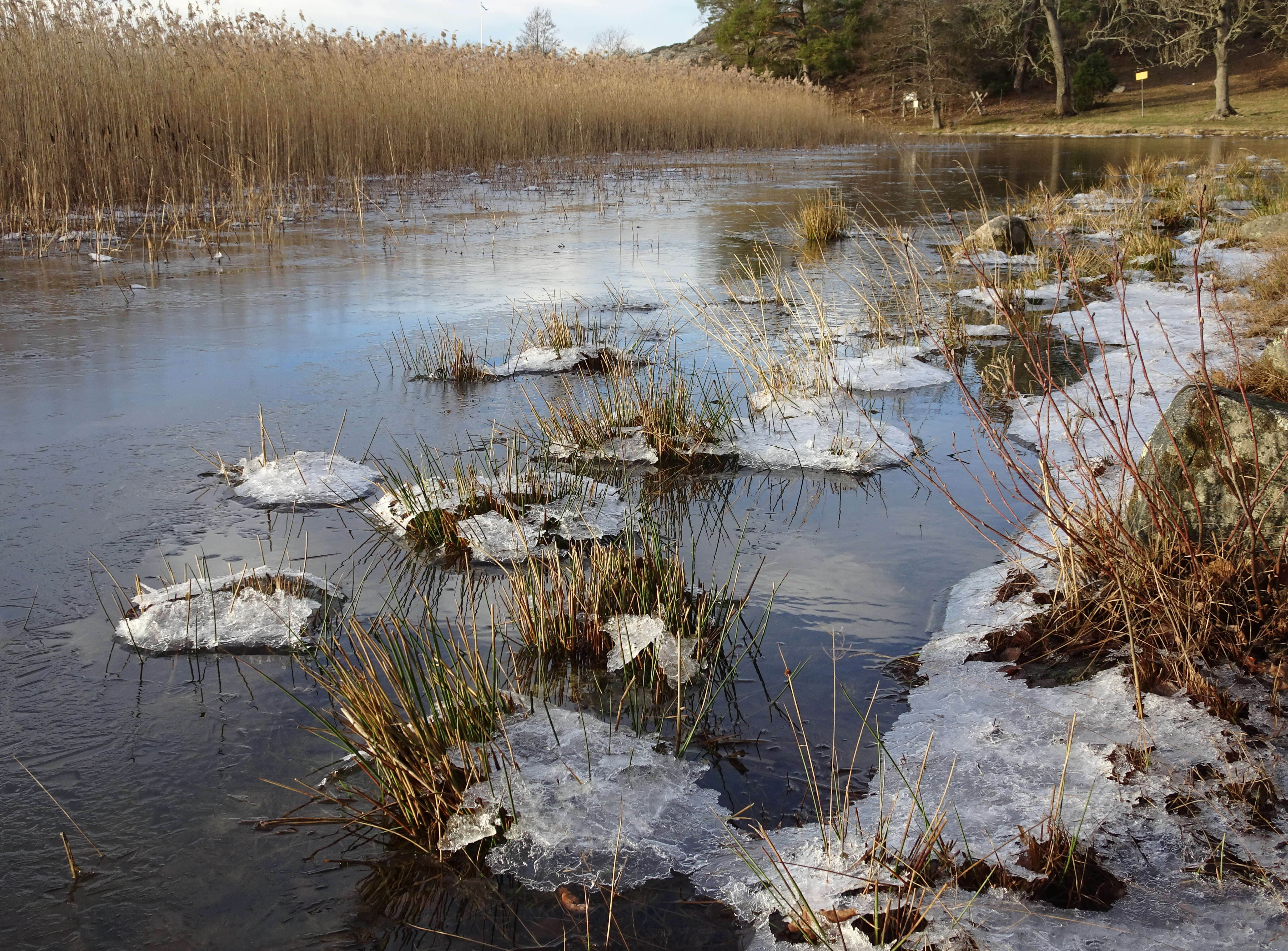
Vinteris, januari 2020
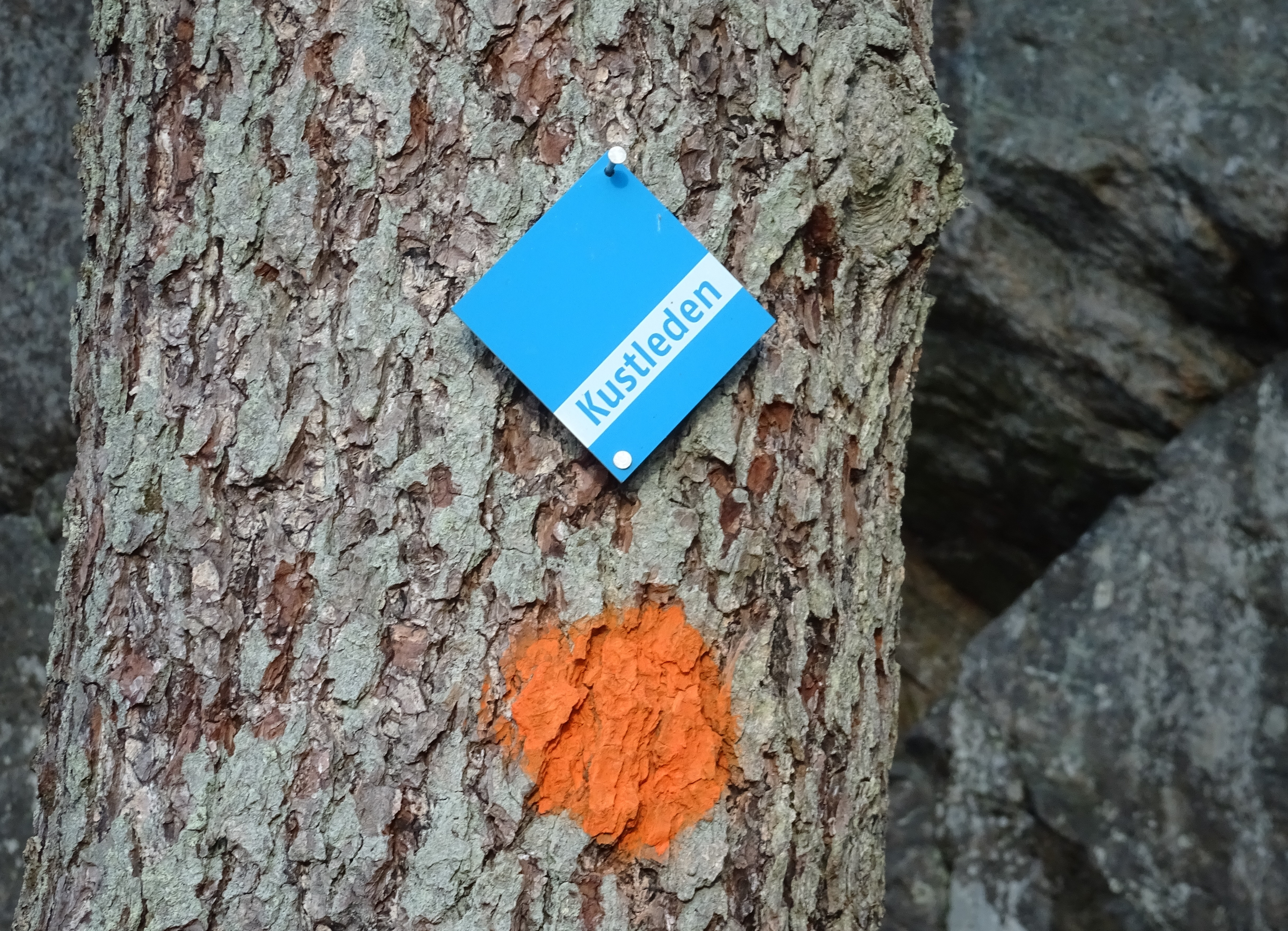
Markeringsbricka för Kustleden